# الإقامة المميزة (السعودية)
نظام الإقامة المميزة، أحد أنظمة الإقامة في السعودية، أقره مجلس الوزراء في يناير 2019 ضمن رؤية المملكة 2030، ويمنح المستفيد عدداً من المزايا مقابل رسوم للحصول على أحد منتجات الإقامة المميزة. كما لا تشترط مدة محددة للإقامة في السعودية بعد الحصول على الإقامة المميزة.
وفي نوفمبر 2019 تم منح الإقامة المميزة لأول دفعة البالغ عددها 73 شخصًا، يمثلون 19 جنسية، ومن فئات متنوعة.
في 10 يناير 2024م أعلن عن إطلاق 5 منتجات للإقامة المميزة، هي: إقامة كفاءة استثنائية، وإقامة موهبة، وإقامة مستثمر أعمال، وإقامة رائد أعمال، وإقامة مالك عقار.
ونشرت صحيفة أم القرى الرسمية، نص المرسوم الملكي الخاص بتعديل نظام الإقامة المميزة في السعودية رقم (م/106) بتاريخ 10 /9/ 1440هـ، وتضمنت التعديلات إلغاء نص "ألا يقل سن المتقدم عن إحدى وعشرين سنة".

## منتجات الإقامة
1. إقامة دائمة. (غير محددة المدة)
2. إقامة محددة. (لسنة واحدة حتى 5 سنوات، قابلة للتجديد).
3. إقامة الكفاءة الاستثنائية.
4. إقامة الموهبة.
5. إقامة مستثمر أعمال.
6. إقامة رائد أعمال.
7. إقامة مالك عقار.

### الشروط العامة للتقديم على منتجات الإقامة المميزة
- أن يكون جواز السفر ساري المفعول.
- تقديم ما يثبت القدرة المالية للمعيشة في السعودية.
- خلو المتقدم من السوابق الجنائية.
- خلو المتقدم من الأمراض المعدية.
- أن تكون إقامة المتقدم نظامية وسارية المفعول في حال كان مقيمًا في المملكة.

### الشروط الخاصة لبعض منتجات الإقامة المميزة

#### إقامة الكفاءة الاستثنائية
يستهدف هذا المنتج الكفاءات العلمية، الإدارية، والبحثية، ممن لديهم قدرات وخبرات متميزة يمكنها الإسهام في تعزيز القدرات المحلية، وتبادل الخبرات.
- الكفاءات الصحية والعلمية: يجب أن يكون حاصلاً على عقد عمل في الجهات المحددة بتخصص ذي أولوية، وألا يقل إجمالي الأجر الشهري عن 35 ألف ريال سعودي، وأن يكون حاصلاً على درجة البكالوريوس أو أعلى، ولديه خبرة لا تقل عن 3 سنوات في مجال ذي صلة، وأن يكون قد اجتاز الحد الأدنى لجدول النقاط الذي يضعه مركز الإقامة المميزة، مع خطاب توصية من جهة العمل.
- الباحثون: يجب أن يكون حاصلاً على عقد عمل، وألا يقل إجمالي الأجر الشهري عن 14 ألف ريال سعودي، وأن يكون حاصلاً على درجة البكالوريوس أو أعلى، وأن يكون قد اجتاز الحد الأدنى لجدول النقاط الذي يضعه المركز.
- مسار التنفيذيين: يجب أن يكون حاصلاً على عقد عمل في منصب قيادي (المستوى الأول والثاني) بأحد الجهات المحددة، وألا يقل إجمالي الأجر الشهري عن 80 ألف ريال، مع خطاب التوصية من جهة العمل (المستوى الثاني).

ويمنح ذو الكفاءة الاستثنائية إقامة محددة لخمس سنوات قابلة للتجديد، عند استيفاء المعايير ويشترط لحصوله على الإقامة المميزة الدائمة، استمرار استيفاء المعايير والإقامة في السعودية لمدة (30) شهرًا -متصلة أو منفصلة - خلال 5 سنوات.

#### إقامة الموهبة
يستهدف هذا المنتج المواهب والمتخصصين في المجالات الرياضية، الثقافية، والفنية، ويمنح ذو الموهبة إقامة مميزة محددة المدة لخمس سنوات قابلة للتجديد لمرة واحدة عند استيفاء المعايير الخاصة بالمنتج، ويشترط لحصوله على الإقامة الدائمة؛ استمرار استيفاء المعايير خلال مدة الإقامة المحددة، والإقامة في السعودية لمدة (30) شهرًا -متصلة أو غير متصلة- خلال 5 سنوات، والحصول على توصية من الجهة المختصة (وزارة الثقافة أو وزارة الرياضة).

#### إقامة مستثمر أعمال
يستهدف هذا المنتج المستثمرين الراغبين في الاستثمار في الأنشطة الاقتصادية بالسعودية، ويجب الحصول على رخصة استثمار وأن يكون استثماره بحد أدنى 7 ملايين ريال سعودي في أنشطة اقتصادية في السعودية وفقًا لنظام الاستثمار، شريطة إثبات ضخ الاستثمار خلال العامَين الأولَين، وتعيين عدد 10 موظفين في السعودية على الأقل.
ويمنح مستثمر الأعمال الإقامة المميزة الدائمة بشكل مباشر شريطة إثبات ضخ الحد الأدنى من الاستثمار واستحداث الحد الأدنى من الوظائف (10 وظائف).

#### إقامة رائد أعمال
يستهدف هذا المنتج رواد الأعمال والمبتكرين الراغبين بالعمل على تطوير القطاعات المختلفة في السعودية.
- معايير أهلية الفئة الأولى: الحصول على الرخصة الريادية من وزارة الاستثمار، والحصول على جولة/ جولات استثمارية من أحد الجهات الاستثمارية المعتمدة من قبل المركز بحد أدنى 400 ألف ريال من وزارة الاستثمار، وخطاب توصية من الجهة المستثمرة، وألا تقل حصة المتقدم في الشركة عن 20%.
- معايير أهلية الفئة الثانية: الحصول على الرخصة الريادية من وزارة الاستثمار، والحصول على جولة/جولات استثمارية من إحدى الجهات الاستثمارية المعتمدة من قبل المركز بقيمة 15 مليون ريـال من وزارة الاستثمار، وخطاب توصية من الجهة المستثمرة، ويجب ألا تقل حصة المتقدم في الشركة الناشئة عن 10%، واستحداث 10 وظائف على الأقل خلال السنة الأولى، و10 وظائف إضافية على الأقل خلال السنة الثانية.

يمنح رائد الأعمال من الفئة الأولى إقامة مميزة محددة المدة لخمس سنوات قابلة للتجديد لمرة واحدة، عند استمرار استيفاء معايير أهلية الفئة الأولى والإقامة لمدة 30 شهر خلال 5 سنوات.
يمنح رائد الأعمال من الفئة الثانية الإقامة المميزة الدائمة بشكل مباشر مشروطة باستحداث 10 وظائف على الأقل للعام الأول و10 وظائف على الأقل للعام الثاني.

#### إقامة مالك عقار
يستهدف هذا المنتج ملاك العقار في السعودية، ويجب تحقيق معايير الأهلية التالية: التملك أو الانتفاع بالأصول العقارية بقيمة لا تقل عن 4 ملايين ريـال سعودي في السعودية، وألا يكون العقار مرهونًا وألا يُرهَن بعد ذلك، وألا يكون امتلاك العقار أو الانتفاع به جاء عن طريق تمويل عقاري، وأن يكون نوع العقار سكنيًا فقط، وأن يكون قائمًا وليس من الأراضي المطورة وغير المطورة، مع تقييم معتمد بقيمة الأصل العقاري صادر من مقيِّمين معتمَدين لدى الهيئة السعودية للمقيمين المعتمدين "تقييم".
وتكون مدة الإقامة مرتبطة بامتلاك العقار أو الانتفاع به.

### المزايا العامة للإقامة المميزة
- الإقامة في السعودية مع الأسرة، والتي تشمل الوالدين والأزواج والأبناء الذين تقل أعمارهم عن 25 عامًا
- الانتقال من منشأة إلى أخرى بحرية.
- الإعفاء من المقابل المالي المقرر على الوافدين والمرافقين.
- خروج حامل الإقامة المميزة وأفراد أسرته من السعودية والعودة إليها دون اشتراط تأشيرة.
- إصدار تأشيرات زيارة للأقارب.
- استخدام المسارات المُخصصة للمواطنين ومواطني دول مجلس التعاون في المنافذ.
- العمل في منشآت القطاع الخاص والانتقال بينها للزوج والزوجة والأبناء.
- مزاولة الأعمال التجارية وفقًا لنظام الاستثمار.
- تملُّك العقارات والانتفاع بها.[15]

### مزايا خاصة لبعض منتجات الإقامة المميزة
| المنتج              | المزايا الخاصة |
| ------------------- | --- |
| الكفاءة الاستثنائية | الإعفاء من برنامج نطاقات |
| الموهبة             | الإعفاء من برنامج نطاقات |
| رائد أعمال          | ترشيح شخصين من فريق العمل للحصول على منتج إقامة كفاءة استثنائية وإعفائهم من أحكامها ومعاييرها الإعفاء من برنامج نطاقات لأول 3 سنوات تشغيلية لمنشأته التجارية. |

### المقابل المالي لمنتجات الإقامة المميزة
| المنتج              | المقابل المالي      |
| ------------------- | ------------------- |
| دائمة               | 800 ألف ريال سعودي. |
| محددة المدة         | 100 ألف ريال سعودي. |
| الكفاءة الاستثنائية | 4000 ريال سعودي.    |
| الموهبة             | 4000 ريال سعودي.    |
| مستثمر أعمال        | 4000 ريال سعودي.    |
| رائد أعمال          | 4000 ريال سعودي.    |
| مالك عقار           | 4000 ريال سعودي.    |

## مركز الإقامة المميزة
مركز الإقامة المميزة هو جهاز حكومي تأسس في تاريخ 15/01/2019م ويرتبط تنظيميًا بمجلس الشؤون الاقتصادية والتنمية، ويعمل على إدارة وتنظيم جميع ما يتصل بالإقامة المميزة؛ بما في ذلك تسهيل إجراءات الحصول عليها وتقديم الدعم لحامليها من خلال منظومة خدماته الإلكترونية.
ويهدف المركز إلى الإسهام في تمكين الاقتصاد الوطني من خلال تطوير منتجات وخدمات للإقامة المميزة، والعمل على استقطاب الفئات المستهدفة منها بما يتماشى مع الأولويات الوطنية ويُعزز صورة المملكة كوجهة عالمية رائدة، من خلال طرح منتجات جاذبة للكفاءات والمستثمرين ورواد الأعمال والمواهب العالمية والعمل على استبقائهم في المملكة.

## إلغاء الإقامة
تلغى الإقامة المميزة في أي من الحالات الآتية:
- إذا أدين حاملها بجريمة عقوبتها السجن لمدة لا تقل عن (60) يومًا، أو بغرامة لا تقل عن (100) ألف ريال، أو ما يعادلها.
- صدور قرار أو حكم قضائي بإبعاده عن السعودية.
- ثبوت أن طلب الحصول الإقامة المميزة قد تضمن معلومة غير صحيحة.
- عدم تقيد حاملها بنظام الإقامة المميزة ولائحته التنفيذية والأنظمة المعمول في السعودية.
- تنازل حاملها عنها.
- وفاته أو فقدانه الأهلية.
- كما يحق لمجلس إدارة مركز الإقامة المميزة إنهاء الإقامة المميزة إن اقتضت المصلحة العامة ذلك.[4]